# Death Cab for Cutie
Death Cab for Cutie ist eine US-amerikanische Indie-Rock-Band, die 1997 in Bellingham, Washington gegründet wurde.
Die Band wurde seit 2006 bereits mehrmals für die Grammy Awards in verschiedenen Kategorien, u. a. Best Rock Album nominiert. Der Bandname stammt vom gleichnamigen Song der britischen Underground-Beatband Bonzo Dog Doo-Dah Band. Im europäischen Raum sind sie vor allem durch die Fernsehserien Californication, Six Feet Under und O.C., California bekannt geworden. Im Jahr 2005 fanden zahlreiche Songs, u. a. Soul Meets Body als Soundtrack den Weg in die US-amerikanische Sitcom How I Met Your Mother.

## Geschichte
Die Geschichte von Death Cab for Cutie begann 1997 im US-amerikanischen Bellingham im Bundesstaat Washington mit dem Soloprojekt All-Time Quarterback von Ben Gibbard. Aufgrund der positiven Resonanz auf das Tape You Can Play These Songs with Chords entschloss sich Gibbard, das Soloprojekt auf eine Band zu erweitern. Mit dem Gitarristen Christopher Walla, Bassist Nick Harmer und Schlagzeuger Nathan Good fand er die geeigneten Personen für dieses Vorhaben. Der Name der Band geht auf den Song Death Cab for Cutie der Londoner Beat-Band Bonzo Dog Doo-Dah zurück – zu sehen auch in dem The-Beatles-Video Magical Mystery Tour.
1998 erschien auf dem US-amerikanischen Indie-Label Barsuk Records das Debüt-Album Something About Airplanes und erhielt durchweg gute Kritiken innerhalb der Independent-Szene. Nachdem Nathan Good die Band verließ und durch Michael Schorr ersetzt wurde, stellte die Band kurz darauf den Nachfolger We Have the Facts, and We’re Voting Yes fertig. Nach der Veröffentlichung von zwei EPs (Forbidden Love, Stability) und einem weiteren Album (The Photo Album) erschien im Oktober 2002 die Wiederveröffentlichung von You Can Play These Songs with Chords, welches durch Raritäten, Cover und B-Seiten ergänzt wurde.
Sänger Benjamin Gibbard bildet des Weiteren zusammen mit dem als Dntel bekannten Jimmy Tamborello das Elektro-Duo The Postal Service, welches ein Album (Give Up, 2003) und mehrere EPs veröffentlichte. Das Album wurde aufgrund einer Verkaufszahl von über einer Million Tonträgern mit einer Platin-Schallplatte ausgezeichnet. Der ehemalige Gitarrist Christopher Walla hatte zeitgleich ein Soloprojekt namens Martin Youth Auxiliary. Christopher Walla ist ebenso als Produzent tätig und hat außer den Death Cab for Cutie-Alben Bands wie Nada Surf, The Thermals, Tegan and Sara und The Decemberists produziert.
2003 trat Jason McGerr der Band als Schlagzeuger bei. Im selben Jahr wurde das vierte Album Transatlanticism veröffentlicht. Mit Songs wie The New Year, Sound of Settling oder dem Titeltrack Transatlanticism gelang Death Cab for Cutie in Europa der Durchbruch – Anfang 2004 spielten sie erste Konzerte in Deutschland. Das Hamburger Indie-Label Grand Hotel van Cleef war für die Veröffentlichung des Albums in Deutschland, Österreich und der Schweiz verantwortlich. In dieser Zeit fand die Musik der Band verstärkt in US-amerikanischen TV-Sendungen statt. Bei O.C., California galt die Band als Lieblingsband des Charakters Seth Cohen, gespielt von dem Schauspieler Adam Brody. Darüber hinaus hatte die Band in der zweiten Staffel einen Cameoauftritt in Form eines Konzerts.
Nach dem Wechsel von Barsuk Records zum Major-Label Atlantic Records, einer Tochtergesellschaft der Warner Music Group, erschien am 30. August 2005 das neue Album Plans. Dieses wurde unter anderen in der Kategorie Best Alternative Album of 2006 für den Grammy nominiert.
Am 16. Oktober 2009 erschien die Single Meet Me on the Equinox, die für den Soundtrack zum Film New Moon – Bis(s) zur Mittagsstunde geschrieben wurde und die bisher einzige Platzierung in den deutschen Singlecharts darstellt.
Am 31. Mai 2011 veröffentlichte die Band ihr siebtes Studioalbum namens Codes and Keys. Die erste Single You Are a Tourist aus dem Album wurde am 29. März 2011 veröffentlicht. Der Song zeichnet sich durch sein Musikvideo aus, welches ihr erstes Live-Musikvideo in einer Plansequenz darstellt. Codes and Keys wurde 2012 bei den 54. Grammy Awards für das beste alternative Musikalbum nominiert. Im Oktober 2013 begann die Band an ihrem achten Album zu arbeiten und veröffentlichten gleichzeitig eine remasterte Version von Transatlanticism zum 10-jährigen Jubiläum, welches in Form einer Schallplatte und Demoversion aller Songs erschien.
Am 13. August 2014 gab Gitarrist und Songwriter Christopher Walla nach 17 Jahren bekannt, die Band zu verlassen. Er spielte sein letztes Konzert am 13. September 2014 beim Rifflandia Music Festival in Kanada. Jedoch war er am Aufnahmeprozess des Studioalbums Kintsugi beteiligt, welches am 31. März 2015 erschien. Für Liveauftritte ersetzten ihn die beiden Musiker Dave Depper (Gitarre, Keyboard) und Zac Rae (Keyboard). Die Singleauskopplung Black Sun erschien am 26. Januar 2015.
Im Oktober 2016 kündigte die Band die Veröffentlichung einer Single mit dem Titel Million Dollar Loan an. Das Lied, das als Protestlied gegen den Präsidentschaftskandidaten der Republikanischen Partei, Donald Trump, gedacht war, wurde im Rahmen einer Kampagne mit dem Titel 30 Days, 30 Songs veröffentlicht. In einem Facebook-Beitrag über das Lied erwähnte Ben Gibbard, dass sowohl Dave Depper als auch Zac Rae als Teil der Band und Mitwirkende beim Schreiben des Arrangements des Liedes beteiligt waren, was darauf hinweist, dass die beiden vollständige Mitglieder der Band wurden.
Am 17. November 2017 gab die Band via Instagram bekannt, dass sie mit der Arbeit an einem neuen Studioalbum begonnen haben, das 2018 erscheinen soll. Am 1. Mai 2018 veröffentlichte die Band ein Teaser-Video mit einem Veröffentlichungsdatum im August 2018. Am 12. Juni 2018 gab die Band den Titel des neuen Albums Thank You for Today bekannt und teilte die erste Single des Albums Gold Rush. Im Anschluss daran wurde am 19. Juli 2018 I Dreamed We Spoke Again veröffentlicht. Autumn Love war die letzte Single, die am 1. August 2018 veröffentlicht wurde. Das Album wurde am 17. August 2018 veröffentlicht. Es ist das erste Album der Band ohne Christopher Walla und das erste Album mit Dave Depper und Zac Rae als feste Bandmitglieder. Lauren Mayberry, Sängerin der Band Chvrches ist auf dem Album vertreten und fungierte als Gastsängerin beim Song Northern Lights.
Gemeinsam mit dem US-amerikanischen Rapper Chance The Rapper schrieb Death Cab For Cutie den Song Do You Remember, welcher am 26. Juli 2019 auf seinem Album The Big Day veröffentlicht wurde. Der Song erreichte Platz 95 der US-amerikanischen Billboard-Hot-100-Charts.
Am 29. Juli 2019 kündigte die Band eine neue EP an, The Blue EP, die am 6. September 2019 veröffentlicht wurde. Am selben Tag veröffentlichten sie auch die erste Single Kids in '99. Am 16. August 2019 wurde die zweite Single des EP, To The Ground, veröffentlicht.
Am 29. Oktober 2021 veröffentlichte die Band eine Sonderausgabe zum 20-jährigen Jubiläum von "The Photo Album", die Studioaufnahmen, Demos und seltene Aufnahmen enthielt.
Im Februar 2022 teilte die Band ihre erste neue Musik seit der Veröffentlichung der "The Georgia E.P." mit: Ein Cover von Yoko Onos "Waiting for the Sunrise", das Teil von Ben Gibbards kuratiertem Tributalbum an Yoko Ono mit dem Titel "Ocean Child: Songs of Yoko Ono" war.
Am 5. Mai 2022 bestätigte die Band, dass sie die Arbeit an ihrem zehnten Studioalbum abgeschlossen hatte, das am 11. Mai mit dem Titel "Asphalt Meadows" angekündigt wurde und am 16. September veröffentlicht wurde. Die erste Single des Albums, "Roman Candles", wurde am selben Tag veröffentlicht. Am 10. März 2023 folgte eine akustische Version des gesamten Albums "Asphalt Meadows". Im März 2023 begab sich die Band auf eine Europatournee mit Auftritten in verschiedenen Städten, darunter Berlin und Köln.
Im Herbst 2023 startete die Band eine Arena-Tournee mit Ben Gibbards anderem Projekt, The Postal Service, und spielte sowohl "Transatlanticism" als auch "Give Up" in voller Länge, um das 20. Jubiläum der beiden Alben zu feiern.

## Diskografie

### Alben
| Jahr | Titel                               | Höchstplatzierung, Gesamtwochen, AuszeichnungChartplatzierungen (Jahr, Titel, Platzierungen, Wochen, Auszeichnungen, Anmerkungen) | Höchstplatzierung, Gesamtwochen, AuszeichnungChartplatzierungen (Jahr, Titel, Platzierungen, Wochen, Auszeichnungen, Anmerkungen) | Höchstplatzierung, Gesamtwochen, AuszeichnungChartplatzierungen (Jahr, Titel, Platzierungen, Wochen, Auszeichnungen, Anmerkungen) | Höchstplatzierung, Gesamtwochen, AuszeichnungChartplatzierungen (Jahr, Titel, Platzierungen, Wochen, Auszeichnungen, Anmerkungen) | Höchstplatzierung, Gesamtwochen, AuszeichnungChartplatzierungen (Jahr, Titel, Platzierungen, Wochen, Auszeichnungen, Anmerkungen) | Anmerkungen                              |
| Jahr | Titel                               | DE | AT | CH | UK | US | Anmerkungen                              |
| ---- | ----------------------------------- | --- | --- | --- | --- | --- | ---------------------------------------- |
| 2003 | Transatlanticism                    | — | — | — | — | US97 Gold · (3 Wo.)US | Erstveröffentlichung: 7. Oktober 2003    |
| 2005 | Plans                               | DE86 (1 Wo.)DE | — | — | UK— SilberUK | US4 Platin · (50 Wo.)US | Erstveröffentlichung: 30. August 2005    |
| 2008 | Narrow Stairs                       | DE40 (2 Wo.)DE | AT65 (1 Wo.)AT | CH57 (1 Wo.)CH | UK24 Silber · (2 Wo.)UK | US1 Gold · (32 Wo.)US | Erstveröffentlichung: 12. Mai 2008       |
| 2008 | Live from Las Vegas at The Palms EP | — | — | — | — | US135 (1 Wo.)US | Erstveröffentlichung: August 2008        |
| 2009 | The Open Door EP                    | — | — | — | — | US30 (8 Wo.)US | Erstveröffentlichung: 31. März 2009      |
| 2011 | Codes and Keys                      | DE47 (2 Wo.)DE | AT73 (1 Wo.)AT | CH59 (1 Wo.)CH | UK24 (1 Wo.)UK | US3 (14 Wo.)US | Erstveröffentlichung: 31. Mai 2011       |
| 2015 | Kintsugi                            | DE73 (1 Wo.)DE | — | CH73 (1 Wo.)CH | UK28 (1 Wo.)UK | US8 (7 Wo.)US | Erstveröffentlichung: 31. März 2015      |
| 2018 | Thank You for Today                 | DE53 (1 Wo.)DE | AT73 (1 Wo.)AT | CH44 (1 Wo.)CH | UK24 (1 Wo.)UK | US13 (2 Wo.)US | Erstveröffentlichung: 21. August 2018    |
| 2020 | The Georgia E.P.                    | — | — | — | — | US115 (1 Wo.)US | Erstveröffentlichung: 4. Dezember 2020   |
| 2022 | Asphalt Meadows                     | DE95 (1 Wo.)DE | — | CH82 (1 Wo.)CH | UK89 (1 Wo.)UK | US60 (1 Wo.)US | Erstveröffentlichung: 16. September 2022 |

Weitere Alben
- 1997: You Can Play These Songs with Chords
- 1998: Something About Airplanes
- 2000: The Forbidden Love (EP)
- 2000: We Have the Facts an We’re Voting Yes
- 2001: The Photo Album
- 2005: iTunes Originals
- 2002: The Stability (EP)
- 2004: Studio X Sessions (EP)
- 2005: The John Byrd (EP)
- 2008: iTunes Live: London Festival ’08
- 2011: Keys and Codes Remix (EP)
- 2012: Live 2012
- 2019: The Blue EP
- 2021: The Georgia EP
- 2023: Asphalt Meadows (Acoustic)

### Singles
| Jahr | Titel Album                                                 | Höchstplatzierung, Gesamtwochen, AuszeichnungChartplatzierungen (Jahr, Titel, Album, Platzierungen, Wochen, Auszeichnungen, Anmerkungen) | Höchstplatzierung, Gesamtwochen, AuszeichnungChartplatzierungen (Jahr, Titel, Album, Platzierungen, Wochen, Auszeichnungen, Anmerkungen) | Höchstplatzierung, Gesamtwochen, AuszeichnungChartplatzierungen (Jahr, Titel, Album, Platzierungen, Wochen, Auszeichnungen, Anmerkungen) | Anmerkungen                                                                |
| Jahr | Titel Album                                                 | DE | UK | US | Anmerkungen                                                                |
| --- | ----------------------------------------------------------- | --- | --- | --- | -------------------------------------------------------------------------- |
| 2003 | The New Year Transatlanticism                               | — | UK86 (1 Wo.)UK | — | Erstveröffentlichung: September 2003                                       |
| 2003 | The Sound of Settling Transatlanticism                      | — | UK84 (1 Wo.)UK | — | Erstveröffentlichung: 26. Dezember 2003                                    |
| 2005 | Soul Meets Body Plans                                       | — | — | US60 Platin · (19 Wo.)US | Erstveröffentlichung: 10. Oktober 2005                                     |
| 2006 | Crooked Teeth Plans                                         | — | UK69 (1 Wo.)UK | US— GoldUS | Erstveröffentlichung: 11. April 2006                                       |
| 2006 | I Will Follow You into the Dark Plans                       | — | UK66 Silber · (1 Wo.)UK | US— ×2DoppelplatinUS | Erstveröffentlichung: 26. Juni 2006                                        |
| 2008 | I Will Possess Your Heart Narrow Stairs                     | — | UK85 (1 Wo.)UK | US70 Platin · (12 Wo.)US | Erstveröffentlichung: 17. März 2008                                        |
| 2009 | Meet Me on the Equinox The Twilight Saga: New Moon (O.S.T.) | DE71 (5 Wo.)DE | UK86 (2 Wo.)UK | — | Erstveröffentlichung: 13. September 2009                                   |
| Folgende Lieder erschienen nicht als Single, wurden aber durch das Album zum Download und Streaming bereitgestellt und konnten somit eine Platzierung erlangen: |                                                             | | | |                                                                            |
| |                                                             | | | |                                                                            |
| 2019 | Do You Remember The Big Day                                 | — | — | US95 (1 Wo.)US | Charteinstieg: 10. August 2019 Chance the Rapper feat. Death Cab for Cutie |

Weitere Singles
- 1998: Your Bruise
- 1999: Prove My Hypotheses
- 2000: Underwater!
- 2002: Stability
- 2002: A Movie Script Ending
- 2002: I Was a Kaleidoscope
- 2002: We Laugh Indoors
- 2004: Title and Registration
- 2008: Cath ...
- 2009: No Sunlight
- 2009: Grapevine Fires
- 2009: Little Bribes
- 2011: You Are a Tourist (US: Gold)
- 2011: Home Is a Fire
- 2011: Stay Young, Go Dancing
- 2012: Underneath the Sycamore
- 2015: Black Sun
- 2015: The Ghosts of Beverly Drive
- 2016: Good Help (Is So Hard to Find)
- 2022: Roman Candles
- 2022: Here to Forever
- 2022: Foxglove Through the Clearcut
- 2023: An Arrow In The Wall

### Videoalben
- 2005: Drive Well, Sleep Carefully
- 2006: Directions: The Plans Video Album
- 2011: Live at the Mt. Baker Theatre